# Pseudoperonospora
Genre
Pseudoperonospora est un genre de « pseudochampignons » oomycètes de la famille des Peronosporaceae.

## Synonymes
Selon Index Fungorum (25 novembre 2014) :
- Peronoplasmopara (Berl.) G.P. Clinton,  1904 ;
- Plasmopara subgen. Peronoplasmopara Berl.,  1902.

## Liste d'espèces
Selon Index Fungorum (25 novembre 2014) :
- Pseudoperonospora aethionematis (Simonyan) G.M. Waterh. 1981
- Pseudoperonospora cannabina (G.H. Otth) Curzi 1926
- Pseudoperonospora cassiae G.M. Waterh. & Brothers 1981
- Pseudoperonospora celtidis (Waite) G.W. Wilson 1907
- Pseudoperonospora cubensis (Berk. & M.A. Curtis) Rostovzev 1903
- Pseudoperonospora elatostematis (Togashi & Onuma) Hoerner 1940
- Pseudoperonospora elsholtziae D.Z. Tang 1984
- Pseudoperonospora justiciae (Sawada) Jacz. 1928
- Pseudoperonospora plantaginis (Underw.) M.P. Sharma & Pushpedra 1998
- Pseudoperonospora urticae (Lib.) E.S. Salmon & Ware 1925